# Arene curacoana
Arene curacoana is een slakkensoort uit de familie van de Areneidae. De wetenschappelijke naam van de soort is voor het eerst geldig gepubliceerd in 1934 door Pilsbry.